# ۱۰۷۲ (میلادی)
۱۰۷۲ (میلادی) هزار و هفتاد و دومین سال تقویم میلادی است.

## درگذشتگان
- آلپ ارسلان، دومین شاه سلجوقی
- رومانوس چهارم، امپراتور بیزانس
- ۱۶ مارس – آدالبرت هامبورگ، کشیش آلمانی